# 莱昂哈特·福克斯
莱昂哈特·福克斯（1501年1月17日—1566年5月10日）是一名德国医生和植物学家。他为蒂宾根大学医学系的教授。于1542年出版了一本有影响的关于药用植物学的论著，书中有对北美物种的描述。一些植物之名即源于其下。